# Langues cananéennes
 (août 2023).
Si vous disposez d'ouvrages ou d'articles de référence ou si vous connaissez des sites web de qualité traitant du thème abordé ici, merci de compléter l'article en donnant les références utiles à sa vérifiabilité et en les liant à la section « Notes et références ».
Les langues cananéennes, ou dialectes cananéens, sont l'un des trois sous-groupes des langues sémitiques du Nord-Ouest, les autres étant l'araméen et l'ougaritique.

## Présentation

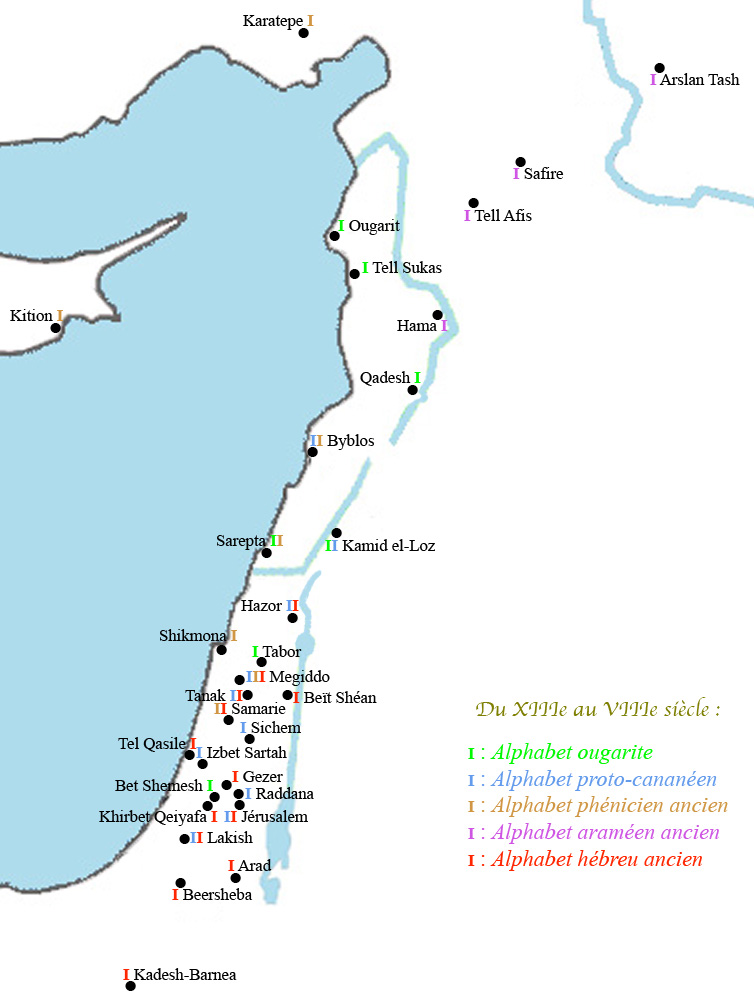
Diffusion de l'alphabet dans le levant entre le XIIIe siècle et le VIIIe siècle (alphabets ougarite, proto-cananéen, phénicien ancien, araméen ancien, hébreu ancien)

Les langues cananéennes sont attestées par des inscriptions cananéennes dans toute la région méditerranéenne. Les dialectes ont été étiquetés principalement en référence à la géographie biblique : hébreu, phénicien / punique, amorrite, ammonite, éqronite, moabite et édomite ; les dialectes étaient tous mutuellement intelligibles, n'étant pas plus différenciés que les variétés géographiques de l'anglais moderne.
Cette famille de langues a la particularité d'être le premier groupe de langues historiquement attesté à utiliser un alphabet, dérivé de l'alphabet proto-cananéen, pour enregistrer leurs écrits, par opposition à l'écriture logographique / syllabique cunéiforme bien plus ancienne de la région.

### Locuteurs
Ces langues étaient parlées par les anciens peuples sémitiques des régions de Canaan et du Levant, une zone englobant ce qui est aujourd'hui Israël, la Jordanie, le Sinaï, le Liban, la Syrie, les territoires palestiniens et aussi certaines zones marginales du sud-ouest de la Turquie, du sud-ouest de l'Irak et du nord de la péninsule arabique.
Les Cananéens sont définis au sens large pour inclure les Hébreux, les Amalécites, les Ammonites, les Amoréens, les Édomites, les Éqronites, les Israélites (y compris les Judéens et les Samaritains), les Phéniciens (y compris les Carthaginois), les Moabites et les Sutéens. Bien que les Amoréens soient inclus parmi les peuples cananéens, leur langue n'est parfois pas considérée comme une langue cananéenne mais étroitement liée.

### Cas de l'hébreu
L'hébreu est la seule langue cananéenne vivante aujourd'hui. Il est resté en usage continu par de nombreux Juifs jusqu'au Moyen Âge comme langue à la fois liturgique et littéraire, et était utilisé pour le commerce entre des communautés juives diasporiques disparates. Il est également resté une langue liturgique parmi les Samaritains. L'hébreu a été ravivé par les militants politiques et culturels juifs, en particulier grâce aux efforts de revitalisation des sionistes à travers l'Europe et en Palestine, comme langue parlée tous les jours à la fin du XIXe siècle et au début du XXe siècle. Au milieu du XXe siècle, l'hébreu moderne était devenu la langue principale des Juifs de Palestine et devint plus tard la langue officielle de l'État d'Israël.

### Inscriptions extra-bibliques
La principale référence pour les inscriptions extra-bibliques cananéennes, ainsi que les inscriptions araméennes, est le livre en langue allemande Kanaanäische und Aramäische Inschriften, dont les inscriptions sont souvent référencées comme KAI n (pour un nombre n).
En 2022, des archéologues israéliens de l'université hébraïque de Jérusalem découvrent sur un peigne une phrase écrite en langue cananéenne (en alphabet protosinaïtique) sur le site de Lachish et datant d'il y a 3 700 ans ; cette découverte significative serait « la plus ancienne inscription rédigée dans cet alphabet jamais mise au jour »,.

## Classification et sources
Les langues ou dialectes cananéens peuvent être divisés comme suit :

### Langues cananéennes septentrionales
- le phénicien. Les principales sources sont les inscriptions du sarcophage d'Ahiram, le sarcophage d'Eshmunazar, le sarcophage de Tabnit, l' inscription Kilamuwa, les Cippes de Melqart, ainsi que d'autres inscriptions royales. Pour le punique tardif : dans la pièce de Plaute Poenulus, au début du cinquième acte.

### Langues cananéennes méridionales
- l'ammonite - un dialecte hébraïque éteint parlé par le peuple ammonite mentionné dans la Bible ;
- l'édomite - un dialecte hébraïque éteint parlé par le peuple Édomite mentionné dans la Bible et des textes égyptiens ;
- l'hébreu, ayant disparu en tant que langue parlée entre 200 et 400 après J.-C., mais étant resté utilisé de manière continue par de nombreux Juifs depuis cette période, en tant que langue écrite, langue lue, langue liturgique et par de nombreuses personnes en tant que langue parlée. Il a été principalement utilisé dans la liturgie, la littérature et le commerce jusque dans les temps modernes. À partir de la fin du XIXe siècle, l'hébreu a été relancé en tant que langue parlée tous les jours par les Juifs de Palestine et d'Europe alors que le sionisme émergeait en tant que mouvement politique et que les Juifs commençaient à s'installer en Palestine en nombre croissant, et il devint la lingua franca de la communauté juive croissante. Après la création de l'État d'Israël, il est devenu la langue principale du pays. Bien que différents dialectes de la langue aient été utilisés autrefois, il s'agit principalement de la même langue hébraïque. L'hébreu est la seule langue cananéenne qui soit une langue vivante, et l'exemple le plus réussi d'une langue morte ressuscitée ;
- le moabite - un dialecte hébraïque éteint parlé par le peuple Moabite (voir royaume de Moab) mentionné dans la Bible. Les principales sources sont la stèle de Mesha et la stèle El-Kerak .

### Autres
L'existance d'autres langues cananéennes est supposée :
- l'ékronite (ou sémitique philistin) - à ne pas confondre avec la langue philistine (supposée indo-européenne et non sémitique, bien qu'incertain). La première est attestée par plusieurs dizaines d'inscriptions en écriture phénicienne éparpillées le long de la côte sud-ouest d'Israël, en particulier l'inscription royale dédicatoire d'Éqron ;
- l'ougaritique, dont l'appartenance aux langues cananéennes est contestée ;
- la langue de l'inscription de Deir Alla, pourrait être un dialecte araméen ou cananéen méridional, il est classé comme cananéen dans l'ouvrage de Robert Hetzron[6].

## Comparaison avec l'araméen
Certaines caractéristiques typologiques distinctives du cananéen par rapport à l'araméen sont :
- Le préfixe h- utilisé comme article défini (l'araméen a un postfixé -a ). Cela semble être une innovation cananéenne ;
- Le pronom de la première personne étant ʼnk (אנכ anok (i), par rapport à l'araméen ʼnʼ / ʼny ', qui est similaire à l'akkadien, à l'égyptien ancien et à l'amazigh ;
- Le * a > ò décalage de voyelle (décalage de voyelle cananéen).

## Descendance de l'hébreu
L'hébreu moderne a ressuscité à l'ère moderne à partir d'un dialecte éteint des anciens Israélites conservé dans la littérature, la poésie et la liturgie ; également connu sous le nom d'hébreu classique, la forme la plus ancienne de la langue attestée par écrit. La prononciation originelle de l'hébreu biblique n'est accessible que par reconstruction. Il peut également inclure l'ancien hébreu samaritain, un dialecte anciennement parlé par les Samaritains anciens.
Les principales sources de l'hébreu classique sont la Bible hébraïque (Tanakh). Des inscriptions telles que le calendrier Gezer et le fragment de poterie Khirbet Qeiyafa sont débattues entre les archéologues.
Toutes les autres langues cananéennes semblent avoir disparu au début du 1er millénaire apr. J.-C., quelques siècles après l'expansion de l'islam.
Les formes légèrement variées de l'hébreu préservées du premier millénaire avant notre ère jusqu'aux temps modernes comprennent :
- l'hébreu tibérien - Des érudits massorétiques vivant dans la communauté juive de Tibériade en Palestine vers 750-950 après J.-C. ;
- l'hébreu mizrahi - Juifs Mizrahi, liturgique ;
- l'hébreu yéménite - Juifs yéménites, liturgique ;
- l'hébreu séfarade - Juifs séfarades, liturgique ;
- l'hébreu ashkénaze - Juifs ashkénazes, liturgique ;
- l'hébreu mishnique (aussi appelé hébreu rabbinique) - Juifs, liturgiques, rabbiniques, n'importe lequel des dialectes hébreux trouvés dans le Talmud ;
- l'hébreu médiéval - Juifs, liturgique, poétique, rabbinique, scientifique, littéraire ; lingua franca basée sur des formes de Bible, de Mishna et de néologismes créées par des traducteurs et des commentateurs[pas clair] ;
- l'hébreu haskala - Juifs, langage scientifique, littéraire et journalistique basé sur la Bible mais enrichi de néologismes créés par des écrivains et des journalistes, une transition vers :
  - l'hébreu moderne, utilisé en Israël aujourd'hui ;
- l'hébreu samaritain - Samaritains, liturgique.